# Матия Матко
Матия Матко (на хърватски: Matija Matko) е хърватски футболист, нападател.

## Биография
Роден на 20 септември 1982 г. в Загреб (Хърватия). Футболист на ЦСКА през 2006 г. Предишни отбори: Челик (Босна и Херцеговина), Драговоляц (Хърватия), НК „Динамо“ (Загреб). Има босненско и сръбско гражданство. От 2008 г. е играч на ХНК Риека.